# Улянівка (Вінницький район)
Уля́нівка (колишня назва Юліанівка) — село в Україні, у Липовецькій міській громаді Вінницького району Вінницької області.
Код КОАТУУ — 0522286403. Населення за переписом 2001 року — 107 людей. Поштовий індекс — 22540. Телефонний код —  4358. Площа села — 0,61 км².

## Історія
12 червня 2020 року, розпорядженням Кабінету Міністрів України № 707-р «Про визначення адміністративних центрів та затвердження територій територіальних громад Вінницької області», увійшло в Липовецьку міську громаду.
17 липня 2020 року, в результаті адміністративно-територіальної реформи та ліквідації Липовецького району, село увійшло до складу Вінницького району.